# Amo Jelian
Amo Siergiejewicz Jelian (ros. Амо Сергеевич Елян, orm. Համո Սերգեյի Յոլյան, ur. 28 grudnia 1902?/10 stycznia 1903 w Baku (według innych danych w Goris), zm. 15 stycznia 1965 w Moskwie) – radziecki działacz przemysłu zbrojeniowego, generał major służby inżynieryjno-artyleryjskiej.

## Życiorys
Urodził się w ormiańskiej rodzinie chłopskiej. Skończył 7 klas zangezurskiego progimnazjum, podczas wojny domowej w Rosji był sekretarzem wydziału w komitecie rewolucyjnym miasta Goris, później działał w miejskim oddziale Komsomołu. Od 1919 należał do RKP(b), od 1922 pracował w miejskich komitetach partyjnych w Aszchabadzie i Baku, od 1925 pracował jako ślusarz w przedsiębiorstwie naftowym w Baku, w 1929 ukończył Bakijski Instytut Politechniczny. Od 1929 pracował jako inżynier w bakijskich przedsiębiorstwach, w 1930 wyznaczono go dyrektorem bakijskiej fabryki im. Kirowa, a w 1931 zarządcą trustu Nieftiemasz w Baku. Od 1932 pracował w Moskwie jako dyrektor techniczny i zastępca zarządcy Zjednoczenia Wierceń i Budowy Maszyn Naftowych „Wsieburnieftiemasz”, w 1935 został szefem działu inżynierii naftowej Gławgormaszu Ludowego Komisariatu Przemysłu Ciężkiego ZSRR, 1935-1936 był delegowany służbowo do USA, gdzie uczył się w zakresie technologii przemysłu wydobycia ropy naftowej. W 1936 objął funkcję dyrektora technicznego moskiewskiej fabryki nabojów nr 32 Ludowego Komisariatu Przemysłu Obronnego ZSRR, w 1937 dyrektora fabryki nr 3 w Uljanowsku, a w 1940 dyrektora zakładu artyleryjskiego nr 92 w Gorkim, w którym pracowało ponad 45 tysięcy ludzi; w tej fabryce znajdowało się biuro konstrukcyjne Wasilija Grabina. Podczas wojny z Niemcami kierowana przez niego fabryka odegrała istotną rolę w przemyśle zbrojeniowym ZSRR. 18 listopada 1944 otrzymał stopień generała majora służby inżynieryjno-technicznej. W 1945 został szefem specjalnego biura konstrukcyjnego fabryki nr 92, kierując projektowaniem maszyn dyfuzyjnych dla uzyskania wzbogaconego uranu, a w 1947 dyrektorem specjalnego biura konstrukcyjnego nr 2 na bazie gorkowskiej fabryki artyleryjskiej, gdzie również zajmował się przedsięwzięciami radzieckiego programu nuklearnego. W maju 1951 objął kierownictwo biura konstrukcyjnego nr 1 w Moskwie i jednocześnie został wiceministrem uzbrojenia ZSRR, w 1955 został pozbawiony stanowisk z powodu swoich związków z Berią. Został pochowany na Cmentarzu Nowodziewiczym.

## Odznaczenia i nagrody
- Medal Sierp i Młot Bohatera Pracy Socjalistycznej (3 czerwca 1942)[1]
- Order Lenina (czterokrotnie, 11 stycznia 1941, 3 czerwca 1942, 5 listopada 1944 i 8 grudnia 1951)
- Order Suworowa I klasy (16 września 1945)
- Order Wojny Ojczyźnianej I klasy (6 czerwca 1945)
- Order Czerwonego Sztandaru Pracy (dwukrotnie, 8 czerwca 1939 i 1949)
- Nagroda Stalinowska (czterokrotnie, 1941, 1943, 1949 i 1951)

I medale.